# مركب سكانديوم عضوي

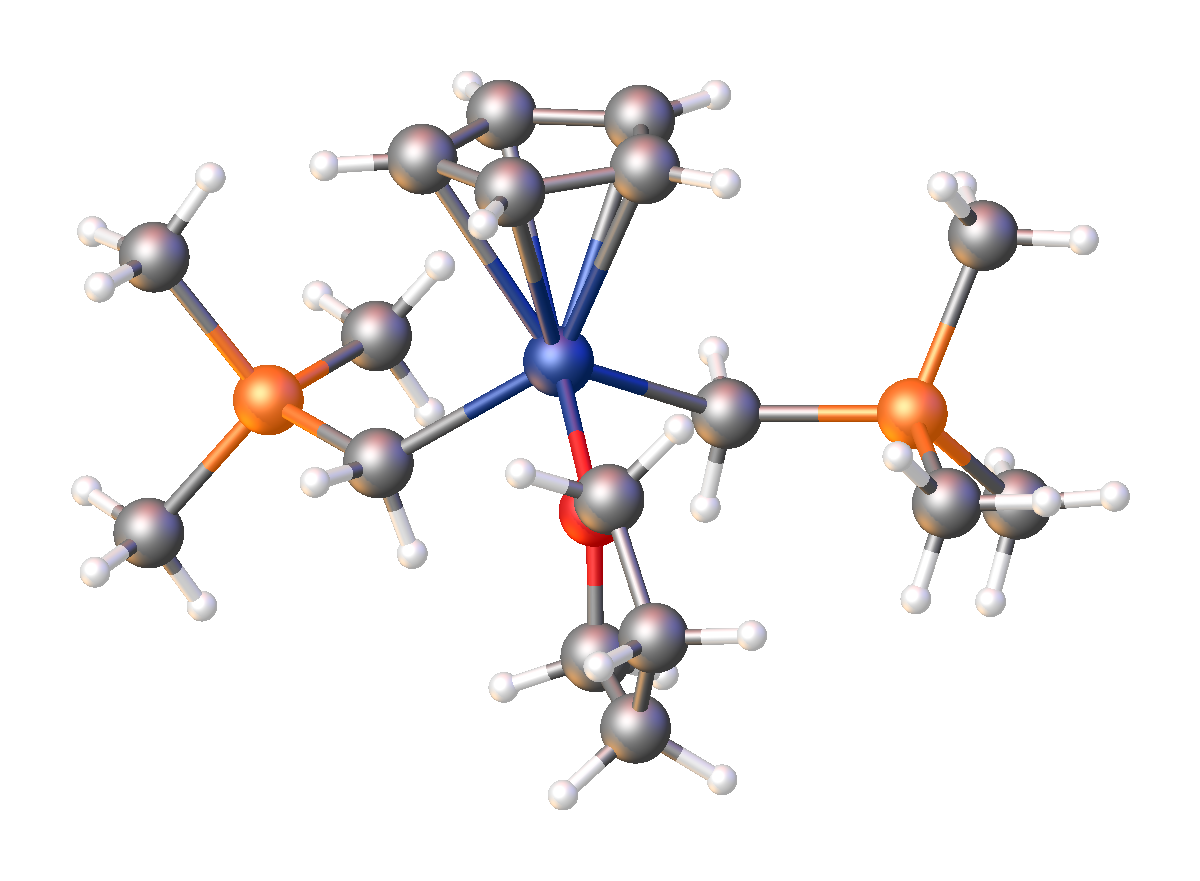
بنية معقد من مركبات السكانديوم العضوية: (C_{5}H_{5})Sc(CH_{2}tms)_{2}(thf)
(tms = Si(CH_{3})_{3},
thf = رباعي هيدرو الفوران).

مركبات السكانديوم العضوية هي مركبات عضوية فلزية حاوية على الرابطة الكيميائية سكانديوم-كربون Sc-C؛ وتدعى الكيمياء المهتمة بدراسة هذه المركبات باسم كيمياء السكانديوم العضوية.
يعد الاهتمام بمركبات السكانديوم العضوية نظرياً إلى حد كبير ويقتصر على الجانب الأكاديمي، إذ قلما توجد تطبيقات عملية لهذه المركبات. من التطبيقات المحتملة لها في مجال التحفيز وخاصة لتفاعلات البلمرة. عادة ما تحضر هذه المركبات انطلاقاً من كلوريد السكانديوم في وسط من رباعي هيدرو الفوران.